# Сосновый Бор (городское поселение)

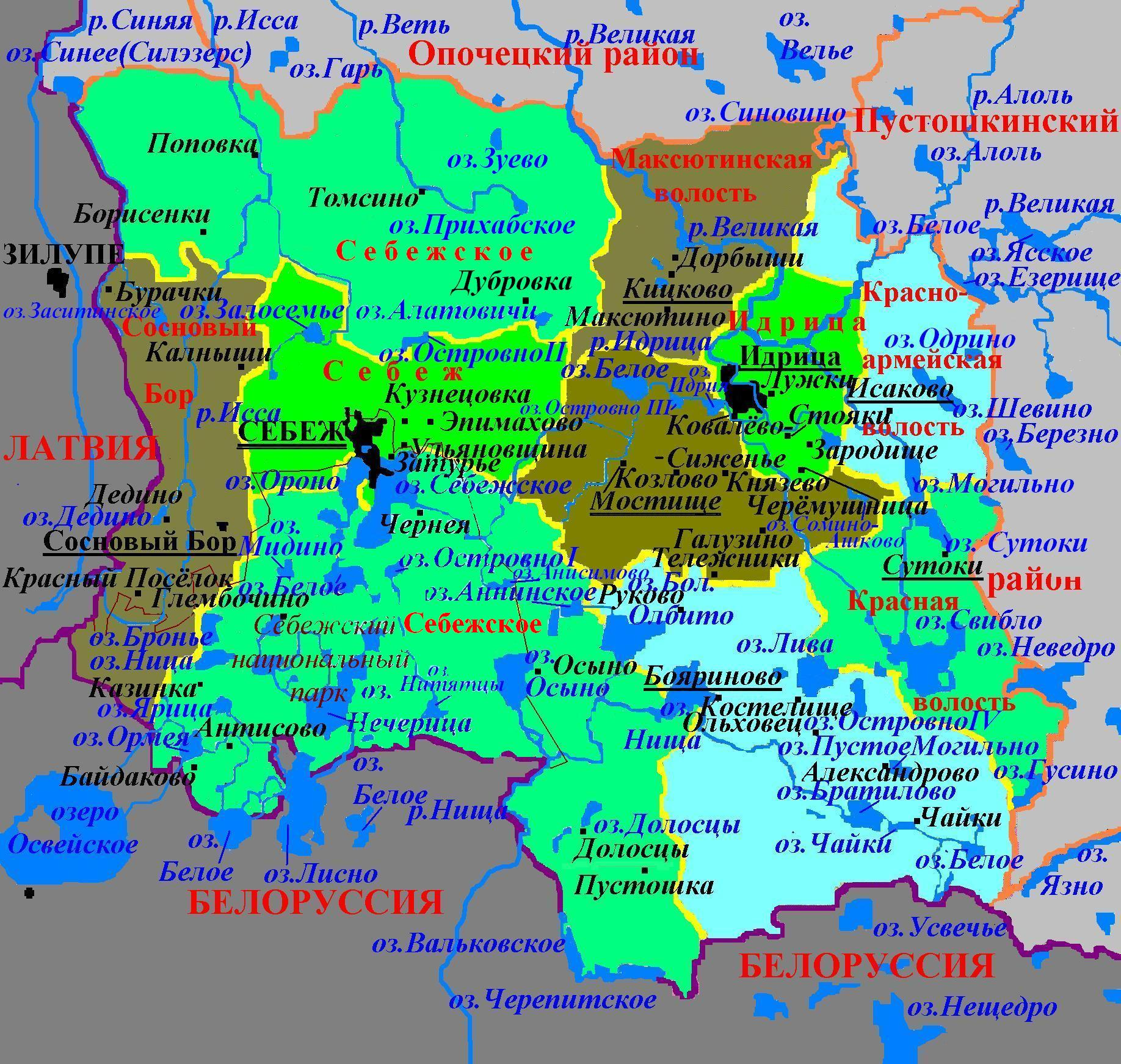
Административное деление Себежского района в 2010—2015 гг.

Сосновый Бор — муниципальное образование со статусом городского поселения в Себежском районе Псковской области России.
Административный центр — посёлок городского типа (рабочий посёлок) Сосновый Бор.

## География
Территория городского поселения граничит на востоке с городским поселением Себеж и южной половиной сельского поселения Себежское (бывшей Глембочинской волостью), на севере — с северной половиной сельского поселения Себежское (бывшей Томсинской волостью) Себежского района Псковской области РФ, на юге — с Чапаевским сельсоветом Верхнедвинского района Белоруссии, на западе — с Зилупским краем Латвии.
На территории городского поселения расположены озёра: Заситинское (0,8 км², глубиной до 5 м) на севере, Дедино или Залесье I (0,5 км², глубиной до 5,5 м) и др.

## Население
| 2010  | 2012  | 2013  | 2014  | 2015  | 2016  | 2017  |
| ----- | ----- | ----- | ----- | ----- | ----- | ----- |
| 3363  | ↘3292 | ↘3203 | ↘3124 | ↘3109 | ↗3139 | ↘3123 |
| 2018  | 2019  | 2020  | 2021  |       |       |       |
| ↘3066 | ↗3071 | ↘3035 | ↘2271 |       |       |       |

Общая численность населения по переписи 2010 года составляла 3363 человек, в том числе городское население — 85,55 % (2877 жителей пгт Сосновый Бор), сельское население — 14,45 % (или 486 сельских жителей).

## Населённые пункты
В состав городского поселения Сосновый Бор входит 28 населённых пунктов, в том числе 1 посёлок городского типа (рабочий посёлок Сосновый Бор) и 27 деревень: 
| №  | Населённый пункт | Тип             | Население |
| -- | ---------------- | --------------- | --------- |
| 1  | Ахромеи          | деревня         | ↘2        |
| 2  | Безгрибово       | деревня         | ↘1        |
| 3  | Белые Ключи      | деревня         | ↘0        |
| 4  | Бондарево        | деревня         | ↘6        |
| 5  | Бурачки          | деревня         | ↘8        |
| 6  | Валтрево         | деревня         | →12       |
| 7  | Васильково       | деревня         | ↘0        |
| 8  | Вершинцево       | деревня         | ↗1        |
| 9  | Войтехово        | деревня         | ↗13       |
| 10 | Волуево          | деревня         | ↘1        |
| 11 | Грошево          | деревня         | ↘27       |
| 12 | Дедино           | деревня         | ↘260      |
| 13 | Дивины           | деревня         | →0        |
| 14 | Дылново          | деревня         | ↘0        |
| 15 | Заситино         | деревня         | ↗92       |
| 16 | Калныши          | деревня         | ↘4        |
| 17 | Красный Посёлок  | деревня         | ↘37       |
| 18 | Макеи            | деревня         | ↗1        |
| 19 | Могили           | деревня         | ↘7        |
| 20 | Посинь           | деревня         | ↘0        |
| 21 | Пузырево         | деревня         | →0        |
| 22 | Селиваново       | деревня         | ↘7        |
| 23 | Сосновый Бор     | рабочий посёлок | ↘1888     |
| 24 | Толстяки         | деревня         | ↘3        |
| 25 | Усово            | деревня         | ↘2        |
| 26 | Хрошки           | деревня         | →0        |
| 27 | Шикенево         | деревня         | ↘2        |
| 28 | Шкигино          | деревня         | →0        |

## История
Законом Псковской области от 28 февраля 2005 года посёлок городского типа Сосновый Бор и упразднённая Дединская волость (с центром в д. Дедино),  составили единое муниципальное образование Сосновый Бор со статусом городского поселения.